# プレッツェル・ロジック
『プレッツェル・ロジック』（Pretzel Logic, 旧邦題プリッツェル・ロジック〜さわやか革命〜）は、スティーリー・ダンが1974年にABCレコードからリリースした3作目のアルバム。
このアルバムに収録された「リキの電話番号」は同バンド最大のヒット曲となり、アルバム発売後すぐにシングルチャート第4位を記録した。アルバムそのものもゴールドアルバムに選ばれ、チャート第8位に入賞した。
『ローリング・ストーン誌が選ぶオールタイム・ベストアルバム500』に於いて、386位にランクイン。

## 背景
スティーリー・ダンは、このアルバムが発売された時期にはまだ「グループ」として認識されていた（中心メンバーのドナルド・フェイゲンとウォルター・ベッカーに加えて、ギタリストのジェフ・バクスターとデニー・ダイアス、多数の楽器演奏を受け持つヴィクター・フェルドマンらが過去のアルバム2作品双方でセッションのメインとして活動しており、5人全員がアルバムの内カバーに掲載されている）。このアルバムの支援として行われたライブツアーは、1990年代のスティーリー・ダン再結成以前における最後のライブ活動となった。これはフェイゲンとベッカーがツアー中のライブ活動に幻滅したのが理由であり、このことがライブ活動の停止、さらにはスティーリー・ダンメンバーの解散の原因となった。彼らが幻滅した理由の大半は、より複雑なものを要求していた聴衆からあまり歓迎されなかったことによるものであった。そのためか、その後フェイゲンとベッカーは、多くのスタジオ・ミュージシャンを起用したスタジオ・デュオとして、以降のアルバムをスティーリー・ダン名義でリリースしていくようになる。

## 作風
1972年のデビュー作『キャント・バイ・ア・スリル』の引き締まったポップ性と、1973年の『エクスタシー』の広範囲な器楽の探求を折衷して、『プレッツェル・ロジック』では未だかつてないほど洗練されたポップ音楽が含まれ、1974年当時ラジオ放送されたいかなる音楽とも異なる作風に仕上がった。
収録曲「パーカーズ・バンド」は、伝説的なジャズ・サクソフォーン奏者チャーリー・パーカーへ献呈された曲である。また、「イースト・セントルイス・トゥードゥル・オー」は、スティーリー・ダン唯一のカバー曲、かつ唯一のインストゥルメンタル曲である。

## 収録曲
| 全作曲: Walter BeckerとDonald Fagen *のみDuke Ellington, Bubber Mileyによる。 |                                                                           |       |                                                                       |      |
| #                                                                             | タイトル                                                                  | 作詞  | 作曲・編曲                                                            | 時間 |
| 1.                                                                            | 「リキの電話番号」(Rikki Don't Lose That Number)                          |       | Walter BeckerとDonald Fagen *のみ Duke Ellington , Bubber Mileyによる | 4:30 |
| 2.                                                                            | 「ナイト・バイ・ナイト（夜ごと歩きまわるのさ）」(Night by Night)          |       | Walter BeckerとDonald Fagen *のみ Duke Ellington , Bubber Mileyによる | 3:36 |
| 3.                                                                            | 「気どりや」(Any Major Dude Will Tell You)                                |       | Walter BeckerとDonald Fagen *のみ Duke Ellington , Bubber Mileyによる | 3:05 |
| 4.                                                                            | 「バリータウンから来た男」(Barrytown)                                     |       | Walter BeckerとDonald Fagen *のみ Duke Ellington , Bubber Mileyによる | 3:17 |
| 5.                                                                            | 「イースト・セントルイス・トゥードゥル・オー*」(East St. Louis Toodle-Oo) |       | Walter BeckerとDonald Fagen *のみ Duke Ellington , Bubber Mileyによる | 2:45 |
| 6.                                                                            | 「パーカーズ・バンド」(Parker's Band)                                     |       | Walter BeckerとDonald Fagen *のみ Duke Ellington , Bubber Mileyによる | 2:36 |
| 7.                                                                            | 「いけ好かない奴」(Through With Buzz)                                     |       | Walter BeckerとDonald Fagen *のみ Duke Ellington , Bubber Mileyによる | 1:30 |
| 8.                                                                            | 「プレッツェル・ロジック」(Pretzel Logic)                                 |       | Walter BeckerとDonald Fagen *のみ Duke Ellington , Bubber Mileyによる | 4:28 |
| 9.                                                                            | 「銃さえあればね」(With a Gun)                                            |       | Walter BeckerとDonald Fagen *のみ Duke Ellington , Bubber Mileyによる | 2:15 |
| 10.                                                                           | 「チャーリー・フリーク」(Charlie Freak)                                   |       | Walter BeckerとDonald Fagen *のみ Duke Ellington , Bubber Mileyによる | 2:41 |
| 11.                                                                           | 「君のいたずら」(Monkey in Your Soul)                                     |       | Walter BeckerとDonald Fagen *のみ Duke Ellington , Bubber Mileyによる | 2:31 |
| 合計時間:                                                                     | 合計時間:                                                                 | 33:14 |                                                                       |      |

## レコーディング・メンバー

### スティーリー・ダン
- ドナルド・フェイゲン - キーボード、ボーカル
- ウォルター・ベッカー - ベース、ギター、ボーカル
- ジェフ・バクスター - ギター
- デニー・ダイアス - ギター
- ジム・ホッダー - ドラムス

### スタジオ・ミュージシャン
- ベン・ベネイ - ギター
- ウィルトン・フェルダー - ベース
- ヴィクター・フェルドマン - パーカッション、キーボード
- ジム・ゴードン - ドラムス
- プラス・ジョンソン - サクソフォーン
- ルー・マクレアリー - ホーン
- オリー・ミッチェル - トランペット
- マイケル・オマーティアン - キーボード
- デイヴィッド・ペイチ - キーボード
- ディーン・パークス - ギター
- ジェフ・ポーカロ - ドラムス
- ジェローム・リチャードソン - サクソフォーン
- ティモシー・B・シュミット - ベース、ボーカル
- アーニー・ワッツ - サクソフォーン

## 制作
- プロデューサー：ゲイリー・カッツ
- エンジニア：ロジャー・ニコルズ